# Matthias van den Gheyn
Matthias van den Gheyn, również Van den Gheyn, Ghein, Gein, Gheine, Gheineus (ur. 7 kwietnia 1721 w Tirlemont, zm. 22 czerwca 1785 w Leuven) – belgijski kompozytor.

## Życiorys
Pochodził z rodziny ludwisarzy. W 1741 roku objął funkcję organisty w kościele św. Piotra w Leuven, od 1745 roku był także miejskim carillonistą. 
Opublikował prace Fondements de la basse continue, avec les explications en françois et en flamand. Deux leçons et douze petites sonates... (ok. 1764) oraz Traité d’harmonie et de composition (1783). Uchodzi za jednego z najwybitniejszych w historii wirtuozów carillonu, był autorem licznych kompozycji na ten instrument, odznaczających się wysokimi walorami artystycznymi. Pisał także kompozycje na organy i klawesyn.